# Kastell Othona

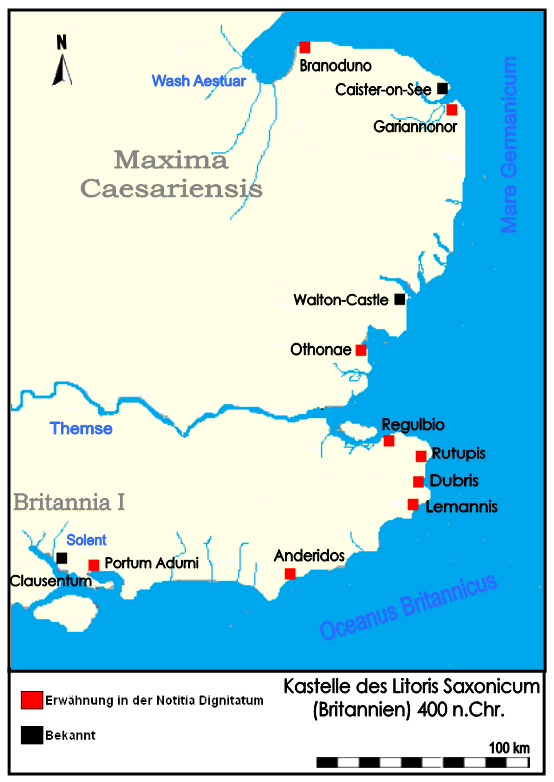
Die Sachsenküstenkastelle um 400 n. Chr.

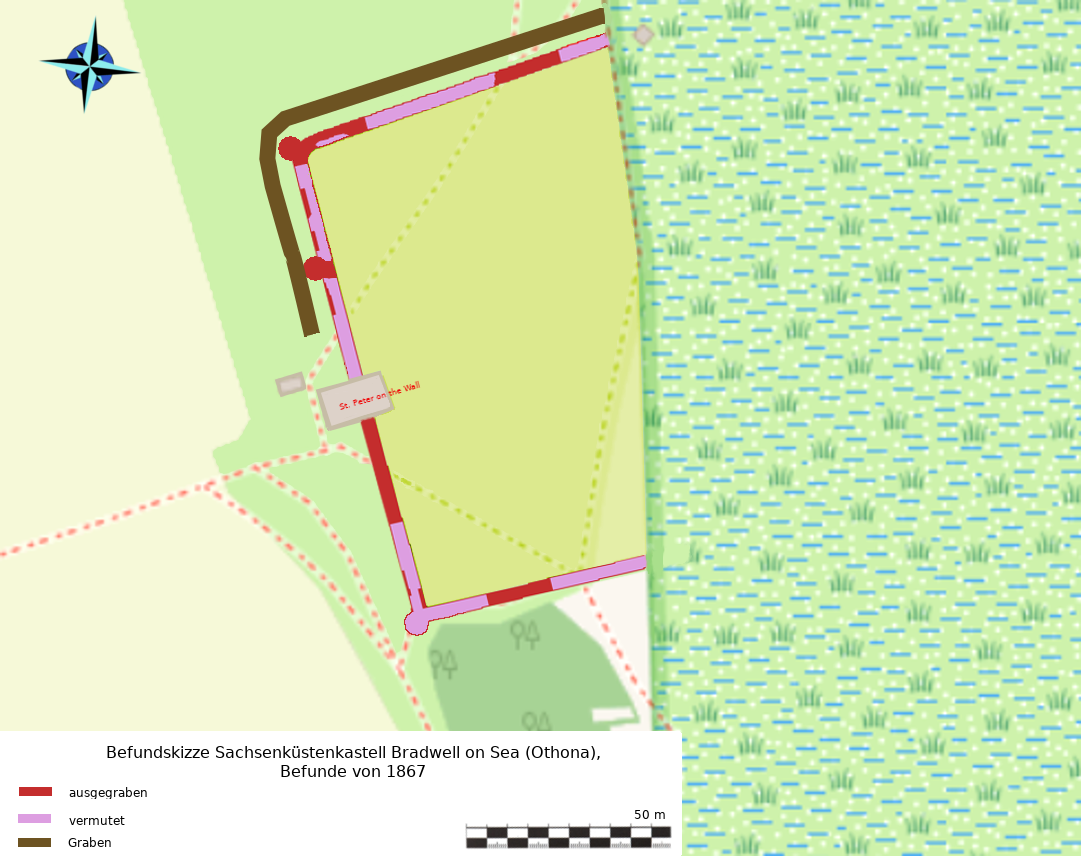
Grundrissskizze und Befunde nach Oxley Parker und Barry Cunliffe (1867–1977)

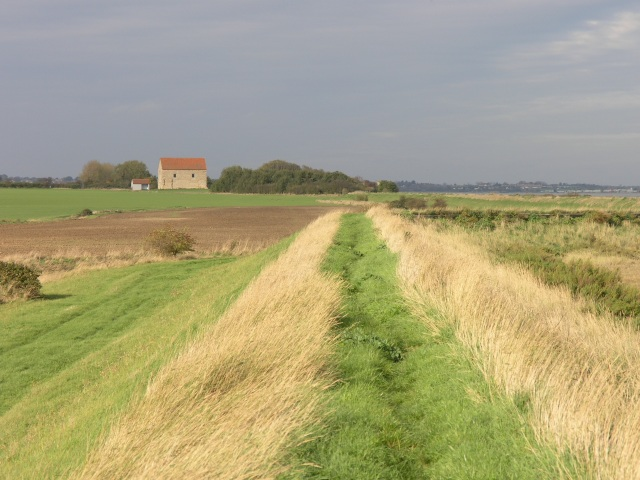
Blick von Süden auf das Kastellareal

Mauerrest des Kastells, Foto von 1900

Othona gehörte zur Festungskette am englischen Abschnitt der Sachsenküste, ein wichtiger Bestandteil des spätantiken Limes Britannicus. Größere Grabungskampagnen auf dem Gebiet des Kastells fanden im späten 19. Jahrhundert und in der Mitte des 20. Jahrhunderts statt.

## Lage und Funktion
Das ehemalige Kastell liegt im County (Grafschaft) Essex im Distrikt Maldon auf dem Gebiet der Gemeinde Bradwell-on-Sea, etwa 9 km nordöstlich von Southminster und 30 km östlich von Chelmsford (das römische Caesaromagus) auf der Dengie Peninsula. Seine Lage am Rand der Halbinsel war ideal für die Kontrolle der Mündung des Blackwater in den Ärmelkanal. Die Festung war somit strategisch sehr günstig angelegt, da von dort aus Einfälle von Piraten und Plünderern schon im Keim erstickt werden konnten. Vielleicht diente das Kastell auch als Hafen und Versorgungsbasis der römischen Kanalflotte.

## Name
Die Bedeutung des Namens Othona ist unklar. Manche führen ihn auf Kaiser Otho zurück, da die britischen Sachsenküstenkastelle aber ausnahmslos erst gegen Ende des 3. Jahrhunderts n. Chr. errichtet wurden, ist dies äußerst unwahrscheinlich. In der Notitia Dignitatum wird der Stützpunkt als Othonae bezeichnet. Unglücklicherweise sind auch keinerlei Inschriften oder andere schriftliche Quellen bekannt, die Anhaltspunkte über die Historie dieses Kastell geben könnten. Nach Abzug der Römer nannten die Angelsachsen den Ort Ythancester, der Name leitete sich wahrscheinlich direkt vom antiken Kastellnamen ab.

## Forschungsgeschichte
Die Überreste des Kastells wurden im Jahr 1864 von Oxley Parker entdeckt. Parker hob auch Suchgräben im Inneren des Kastells aus, konnte dort aber keine Spuren antiker Bausubstanz finden. Weitere Ergebnisse seiner Grabungen wurden nie veröffentlicht. Im Jahr 1947 setzte Brinson einen Suchgraben an der Westmauer an. Bei einer Begehung des Kastellgeländes und seiner unmittelbaren Umgebung wurde erhoben, wie weit die Zerstörung schon vorangeschritten war und welches archäologisches Potential für künftige Untersuchungen die Fundstelle noch aufzuweisen hatte. Spätere geophysikalische Untersuchungen zeigten, dass die Zerstörungen an den Fundamenten noch nicht so gravierend waren wie befürchtet. Für die Zukunft sind weitere geophysikalische Untersuchungen und Grabungen geplant.
Die Funde aus dem Kastell umfassten vor allem Gewandfibeln aus dem 1. Jahrhundert, Armreifen, römische und angelsächsische Eisengegenstände, ein Fragment eines gestempelten Hohlziegels, ein goldener Ring mit einer Onyx-Kamee sowie Münzen, die die Errichtung des Kastells unter der Herrschaft des Carausius als wahrscheinlich erscheinen lassen. Steinmaterial der Kastellmauer wurde teilweise auch noch im Uferschlick gefunden, zusammen mit römischer Keramik, Terra Sigillata, sog. Nene Valley Ware und einigen Dachziegelfragmenten.
Insgesamt wurden über 200 Münzen von Gallienus bis Arcadius geborgen, viele stammen auch aus konstantinischer Zeit, die meisten jedoch aus der Regierungszeit des Carausius. Die Keramik stammt in der Mehrzahl ebenfalls aus dieser Periode, einige wenige dürften noch im 2. Jahrhundert n. Chr. angefertigt worden sein, darunter auch eine Gewandspange die im Kastellbereich gefunden wurde. Die meisten der Funde aus dem Kastell werden im Colchester Museum aufbewahrt.

## Entwicklung
In seiner Chronik aus der zweiten Hälfte des 4. Jahrhunderts n. Chr. berichtet Eutrop, dass der Flottenadmiral Carausius um 285 n. Chr. den Auftrag bekommen habe, den Ärmelkanal von Portus Itius (Boulogne) aus zu befrieden, der von Piraten unsicher gemacht worden sei, die Eutrop als „Franken“ und „Sachsen“ bezeichnet. Die dabei erwähnten Überfälle auf die britannische und gallische Küste behinderten im zunehmenden Maße den zivilen Seeverkehr und vor allem die Überführung von britannischen Handelswaren und Edelmetallen nach Gallien und Rom. Aufgrund der stetig ansteigenden Überfälle organisierte Carausius, später der Gründer und Herrscher (Usurpator) des sog. „Britannischen Sonderreiches“, um das Jahr 287 die Verteidigung der britannischen Kanalküste neu. Durch Neu- oder Umbau schon bestehender Anlagen schuf er – gemeinsam mit seinem Nachfolger Allectus – nach und nach eine dichte Kette aus teils sehr stark befestigten Kastellen, in die auch Othona miteinbezogen wurde. Ein weiterer Grund für den Ausbau der Befestigungslinie am Ärmelkanal war sicher auch die Furcht vor einer Invasion der römischen Zentralregierung.
Als die römische Armee unter Flavius Stilicho 398 in Britannien militärisch noch einmal im größeren Umfang aktiv wurde, richtete die römische Verwaltung auf beiden Seiten des Kanals einen eigenen Militärbezirk, das litus Saxonicum (Sachsenküste) ein, dessen Truppen in Britannien von einem Comes litoris Saxonici per Britanniam befehligt wurden. Um diese Zeit fand dieser möglicherweise auch erstmals Aufnahme in die Truppenlisten der Notitia Dignitatum. Das weitverzweigte Flusssystem Britanniens ermöglichte es den germanischen Eindringlingen, mit ihren kleinen flachgehenden Ruderbooten rasch ins Innere der Insel voranzukommen. Die Befestigungen standen sicher auch mit den römischen Militärlagern im gallischen Teil des litus Saxonicum in enger Verbindung.
Nach dem Abzug der Römer gründete Cedd, Missionar und Bischof der östlichen Sachsen, im Jahr 653 auf dem ehemaligen Kastellareal ein Kloster, von dem heute noch die Kapelle von St. Peter-on-the-Wall zu sehen ist. Große Mengen an Ziegeln und Kalksteinen stammen noch aus dem Kastell und sind überall in ihrem Quadermauerwerk zu finden. Von diesem Kloster aus wurde Essex christianisiert. Es gibt einige Hinweise darauf, dass eine Sturmflut im November 1099 einen Großteil des Kastellareals zerstört haben könnte. Die Wälle an der Westseite standen noch bis zum 17. Jahrhundert und wurden von Philemon Holland in der Ausgabe von William Camdens Britannien als "huge ruin" beschrieben.

## Kastell
Vom Kastell sind heute nur mehr wenige Reste auszumachen, nur die frühmittelalterliche St.-Peter-Kapelle, die auf den Fundamenten des Westtores steht, markiert die archäologische Stätte. Etwa zwei Meter des Südwalles haben sich noch unter einer kleinen Baumgruppe und Brombeergestrüpp erhalten. Da das meiste Land um die Kapelle landwirtschaftlich intensiv genutzt wird, schreitet die Zerstörung der letzten Überreste des Kastells weiter voran.
Das Lager ist von seiner Bauweise her typisch für das späte 3. Jahrhundert n. Chr., wahrscheinlich wurde es während oder kurz vor der Usurpation des Carausius erbaut. Die vor Ort aufgefundenen Münz- und Keramikfunde datieren in den Zeitraum von 280 bis 468 n. Chr. Das Münzspektrum erstreckt sich von der Herrschaft des Gallienus bis der des Honorius, die meisten von ihnen tragen jedoch das Porträt des Carausius. In diesem Zeitraum wurden auch die Kastelle in Dover, Lymphe und Burgh Castle errichtet. Robin George Collingwood beschrieb das Kastell in den 1930er Jahren folgendermaßen:

„Die Uferbefestigungen sind komplett verschwunden; der Westwall ist 522 Fuß lang, der nördliche und südliche wahrscheinlich 290 bzw. 150 Fuß, beide enden abrupt am Flußufer. Das Kastellareal, ursprünglich etwas größer, umfasst heute ungefähr 4 acres, wie groß es ursprünglich war, ist nicht mehr festzustellen. Die Mauern waren an der Basis 12 Fuß dick und sind noch über 4 Fuß hoch erhalten. An der Außenseite laufen dreifache Ziegelbänder entlang. Die Kastellecken sind offensichtlich abgerundet, die ovalen Zwischentürme dürften jedoch zeitgleich mit der Mauer errichtet worden sein. An der Westseite befand sich ein Tor, auch die Überreste eines Wehrgrabens sind noch sichtbar.“

Die späteren Ausgrabungen bestätigten den trapezoiden Grundriss der Verteidigungsanlage, der im Norden, Süden und Westen noch gut zu erkennen ist. Vermutlich hatte das Kastell tatsächlich – wie in Garrianonum – noch die klassischen, abgerundeten Ecken (Spielkartenform). Die Ostseite wurde von den Gezeiten komplett abgetragen, nur einige wenige Überreste von Mauerwerk sind noch sichtbar. Die bis heute erhaltenen Grundmauern umfassen ein Areal von annähernd zwei Hektar, das Kastell muss aber noch um einiges größer gewesen sein. Die Wehrmauer war größtenteils aus vor Ort gewonnenem Steinmaterial hochgezogen und mit dreigliedrigen Ziegelbändern versehen. Die Mauern waren durch eine innere Erdrampe abgestützt. Ein Suchschnitt im Südwall ergab eine Dicke von ungefähr 4,2 m. Die etwas breiteren Fundamente waren sehr massiv gemauert und bestanden aus dicht gepackten, vermörtelten Bruch- und Feldsteinen. In weiterer Folge konnten auch noch die Überreste von einigen – hufeisenförmig aus der Mauer vorkragenden – Türmen beobachtet werden: einer in der Nordwestecke, der zweite zwischen ersterem und der St.-Peter-Kapelle und ein drittes Exemplar in der Südwestecke. Weiters wurden die Reste einer inneren Erdrampe und Spuren eines umlaufenden Spitzgrabens, in dessen Verfüllung u. a. Keramik aus angelsächsischer Zeit entdeckt wurde, festgestellt. Am besten ist der Graben noch im Westen zu erkennen. Die Mannschaftskasernen werden im nordwestlichen Sektor des Lagerareals vermutet.

## Garnison
Laut der Notitia Dignitatum stand in Othonae eine Einheit der Limitanei, der Numeri Fortensium (die Tapferen) unter dem Oberkommando des Comes litoris Saxonici per Britanniam (übersetzt: „Graf der Sachsenküste in Britannien“) als Garnisonstruppe. Festungskommandant war ein Offizier im Rang eines Praepositus. Ob im Hafen des Kastells auch Einheiten der Kanalflotte (Classis Britannica) dauerhaft stationiert waren, ist nicht überliefert, aber aufgrund der Lage des Kastells doch sehr wahrscheinlich.

## Straßenverbindungen
Der Zugang zum Kastell vom Festland erfolgte über eine Straße an der Ostseite des Kastells, die heute aber komplett im Meer verschwunden ist. Es gibt auch Hinweise, dass eine römische Straße von Othona zum Ufer des Crouch nahe Battlesbridge angelegt war, sich dort mit einer anderen Straße vereinigte, die dann zu einer größeren römischen Siedlung auf Foulness Island führte. Sie folgte dann weiter dem Lauf des Crouch und traf bei Brentwood auf eine von Norden nach Süden verlaufende Fernstraße.